# Stegana vittata
Stegana vittata är en tvåvingeart som först beskrevs av Daniel William Coquillett 1901.  Stegana vittata ingår i släktet Stegana och familjen daggflugor. Inga underarter finns listade i Catalogue of Life.